# Olga Boznańska
Olga Boznańska (15 tháng 4 năm 1865 - 26 tháng 10 năm 1940) là một họa sĩ người Ba Lan trong giai đoạn chuyển giao của thế kỷ 20. Bà là một họa sĩ nổi tiếng ở Ba Lan và châu Âu, và có phong cách gắn liền với trường phái ấn tượng của Pháp, mặc dù bà đã phủ nhận điều này.

## Những năm đầu đời
Boznańska sinh ra ở Kraków trong thời gian phân chia Ba Lan. Bà là con gái của Adam Nowina Boznański, (xuất thân từ một gia đình Ba Lan quý tộc nhưng chịu ảnh hưởng của chủ nghĩa thực chứng nên đã làm công việc kỹ sư đường sắt) và Eugénie nhũ danh Mondan gốc Valence, Pháp.

## Giáo dục và đào tạo nghệ thuật
Boznańska đầu tiên học vẽ từ mẹ của bà, một giáo viên của trường Dòng Kinh sĩ Prémontré ở Imbramowice gần Kraków, sau đó là với Józef Siedlecki, Kazimierz Pochwalski và Antoni Piotrowski từ năm 1883-6. Sau đó, bà theo học tại trường Adrian Baraniecki dành cho nữ. Bà ra mắt vào năm 1886 tại triển lãm của Hiệp hội Những người bạn Mỹ thuật Kraków.
Từ năm 1886–1890, bà theo học mỹ thuật tại các trường tư thục của Karl Kricheldorf và Wilhelm Dürr ở München - vì phụ nữ chưa được phép vào học Cao đẳng nghệ thuật München.

## Sự nghiệp
Kể từ đó, bà chủ yếu cống hiến ở lĩnh vực tranh chân dung, tĩnh vật và đôi khi là phong cảnh. Bà đã tạo dựng được nhiều mối quan hệ với cộng đồng nghệ thuật Ba Lan ở München, đặc biệt là Józef Brandt, người đã trở thành người hướng dẫn cho bà. Bức chân dung Paul Nauen năm 1893 của bà đã đạt được thành công đầu tiên trước công chúng - được trao huy chương vàng tại Triển lãm Quốc tế ở Viên vào năm sau đó.
Tại München, bà bắt đầu giảng dạy; năm 1895 bà thay thế Theodor Hummel tại trường tư thục của ông ta, song bà đã từ chối lời mời làm Giáo sư tại Viện Mỹ thuật Kraków vào năm sau đó.
Năm 1898, bà gia nhập Hội Nghệ sĩ Ba Lan "Sztuka" và cùng năm đó chuyển đến Paris, nơi bà trở thành thành viên của Société Nationale des Beaux-Arts và bắt đầu giảng dạy tại Académie de la Grande Chaumière và gia nhập Hiệp hội Văn học và Nghệ thuật Ba Lan (Polskie Towarzystwo Literacko-Artystyczne).
Bức chân dung nổi tiếng nhất năm 1894 của bà về một đứa trẻ vô danh Cô gái với Hoa cúc đã thu hút những người đương thời bởi bầu không khí tượng trưng và cái nhìn sâu sắc về tâm lý của nó. Boznańska nhận được Huân chương Bắc Đẩu Bội tinh của Pháp vào năm 1912, Vòng nguyệt quế vàng của Học viện Văn học Ba Lan năm 1936, Giải thưởng lớn tại Exposition Internationale des Arts et Techniques dans la Vie Moderne năm 1937, và Huân chương Polonia Restituta năm 1938. Cùng năm đó, tại La Biennale di Venezia, một trong những bức chân dung của bà đã được Vua Ý Victor Emmanuel III mua. Các bức tranh của bà có thể được tìm thấy tại Bảo tàng Quốc gia ở Wrocław, Kraków, Poznań và Warsaw cũng như Bảo tàng d'Orsay ở Paris và Ca 'Pesaro - Phòng trưng bày nghệ thuật hiện đại quốc tế ở Venezia.
Bà qua đời ở Paris năm 75 tuổi.

## Đời sống cá nhân
Boznańska chưa từng kết hôn trong đời. Từ 1898 đến cuối đời, bà sống tại Paris. Tuy bà được nổi danh với các tác phẩm của mình, khoản tiền bà nhận được không đủ trang trải cho cuộc sống và bà luôn phải nhận sự trợ giúp tài chính từ cha mình. Hơn nữa, bà cũng không giỏi trong việc quản lý tài chính và luôn đưa tiền giúp những ai cần trợ giúp. Sau khi cha bà mất năm 1906, bà thừa kế ngôi nhà ở Kraków và cho thuê nó để kiếm tiền.  Bà và người em gái Iza tiếp tục sống tại Paris. Sau khi Iza qua đời, bà thừa hưởng gia tài nhưng khoản tiền thuế đã làm bà kiệt quệ tài sản.

## Thư viện
Một số tác phẩm tiêu biểu
- Tranh tự họa, 1893, Bảo tàng Quốc gia tại Warsaw
- Người phụ nữ Breton, 1889, Bộ sưu tập tư nhân
- Cô gái và Hoa cúc, 1894, Bảo tàng Quốc gia tại Kraków
- Chân dung một Phụ nữ, 1888, Bảo tàng Quốc gia tại Kraków
- Hoa hồng vàng, 1896, Bảo tàng Quốc gia tại Kraków
- Two Girls Cuddling, 1906, Bảo tàng Quốc gia tại Warsaw
- Chân dung Quý bà đội mũ trắng, 1906, Bảo tàng Silesia tại Katowice
- Chân dung Paul Neuen, 1893, Bảo tàng Quốc gia tại Kraków
- Cô gái bên cửa sổ, ca. 1980, Bảo tàng Upper Silesia
- Thiếu nữ và chiếc ô, 1886, Bộ sưu tập tư nhân